# Олійник Анатолій Тимофійович
Анатолій Тимофійович Олійник (8 лютого 1950, Вінниця, Українська РСР — 21 квітня 2021) — український дипломат. Надзвичайний та Повноважний Посол України.

## Життєпис
Народився 8 лютого 1950 року в місті Вінниця. У 1981 закінчив Київський державний університет ім. Т. Г. Шевченка, юрист-міжнародник, референт-перекладач англійської мови.
З 07.1981 по 04.1987 — третій, другий секретар відділу кадрів МЗС УРСР.
З 04.1987 по 06.1989 — другий, перший секретар консульського відділу МЗС УРСР
З 06.1989 по 11.1992 — перший секретар Постійного представництва України при ООН
З 11.1992 по 09.1995 — Генеральний консул України в Чикаго (США)
З 09.1995 по 01.1997 — заступник начальника Управління міжнародних організацій МЗС України.
З 01.1997 по 03.1998 — керівник регіонального офісу Цивільної служби Перехідної Адміністрації для Східної Славонії і Західного Срему, Хорватія.
З 03.1998 по 03.2003 — керівник регіональних офісів Цивільної служби місії ООН в Боснії і Герцеговині
З 03.2003 по 03.2004 — директор Департаменту нових викликів і загроз, Посол з особливих доручень з питань Іраку.
З 03.2004 по 08.2004 — радник-посланник, Тимчасовий повірений у справах України в Іраку.
З 08.2004 по 11.2005 — Надзвичайний і Повноважний Посол України в Республіці Ірак
З 03.11.2005 по 09.2006 — Надзвичайний та Повноважний Посол України в Сербії та Чорногорії.
З 09.2006 по 15.07.2009 — Надзвичайний та Повноважний Посол України в Сербії.
З 12.03.2007 по 01.12.2008 — Надзвичайний та Повноважний Посол України в Чорногорії за сумісництвом.
З 11.03.2011 по 29.10.2014 — Надзвичайний та Повноважний Посол України в Латвії.

## Нагороди
- Орден «За заслуги» III ступеня[10]
- Орден «За заслуги» II ступеня[11]
- Почесна грамота Кабінету Міністрів України[12]
- Подяку Президента республіки Хорватія Франьо Туджмана[13]